# Test nacrtaj čovjeka
Test nacrtaj čovjeka jedan je od testova projektivnih tehnika kojima se dvosmislenim podražajima očekuje pacijentov individualni odgovor koje posebno specijaliziran i educiran psiholog može protumačiti. Na osnovu ljudske figure educirani i iskusni psiholog može iščitati informacije o psihičkim problemima, emocionalnim poteškoćama, psihičkim poremećajima, i drugim disfunkcionalnostima djeteta ili odrasle osobe.
Važno je napomenuti da mnogi stručnjaci (npr. odgojitelji, pedagozi, socijalni radnici itd.) tvrde da znaju tumačiti i provoditi ovaj oblik testiranja, no to nije u skladu s realitetom, niti su takva mišljenja uvažena u zdravstvenim, socijalnim i forenzičkim krugovima stručnjaka. Nadasve, takve aktivnosti su u Hrvatskoj i protuzakonite jer su regulirane Zakonom o psihološkoj djelatnosti u kojemu su projektivne tehnike, njihova upotreba i interpretacija dio psihološke djelatnosti koju mogu obavljati samo posebno educirani psiholozi.
Za svaku od projektivnih tehnika, pa tako i Test čovjeka, potrebno je završiti dodatnu specijaliziranu edukaciju. 